# Rheinsirenen
Die Rheinsirenen, gegründet im Jahr 2000 in Köln, sind ein deutsches Damen-Salon-Orchester bzw. eine deutsche Damen-Band mit Sitz in Bonn.
Das Ensemble verbindet die Charakteristika eines klassischen Salonorchesters mit denen einer Jazzband mittels für diese Besetzung abgestimmter Arrangements.
Das Ensemble spielt in der Besetzung:
- Verena Wittmann: Violine/Gesang
- Melanie Werner: Klarinetten/Saxophon
- Barbara Lechner: Gitarre/Banjo/Gesang
- Gabi Jüttner: Schlagzeug
- Dorrit Bauerecker: Klavier/Akkordeon/Gesang
- Antje Haury: Kontrabass

Die Musikerinnen sind diplomierte Absolventinnen der Hochschule für Musik Carl Maria von Weber Dresden, Folkwang Universität der Künste, Hochschule für Musik Freiburg, Universität für Musik und darstellende Kunst Graz, Hochschule für Musik, Theater und Medien Hannover und Hochschule für Musik und Tanz Köln und neben ihrem Engagement bei den Rheinsirenen als Solistinnen, Kammer- und Orchestermusikerinnen tätig.
Das Ensemble konzertiert seit seiner Gründung und in immer gleichbleibender Besetzung im gesamten deutschsprachigen Raum, unter anderem beim Mittelrhein Musikfest (2011), dem Tatort Eifel gemeinsam mit Andrea Sawatzki, beim Open Air auf dem Kölner Roncalli-Platz (2014) sowie regelmäßig im Aalto-Theater Essen sowie beim Oberstdorfer Musiksommer. Neben verschieden moderierten Konzertprogrammen umfasst das Repertoire neben Swing- und Tonfilmtiteln der ersten Hälfte des 20. Jahrhunderts, Schlager der 1950er- und 1960er-Jahre, Klassische Salonmusik sowie Tanz- und Filmmusik aller Epochen.

## CD-Veröffentlichungen
- 2004: Betörende Grammophonie
- 2008: Mischen is possible